# Tranvia Brescia-Soncino
La tranvia Brescia-Soncino è stata una linea tranviaria extraurbana che univa la città di Brescia a Soncino e che apparteneva alla cosiddetta rete tranviaria extraurbana della provincia di Brescia.

## Storia
La prima domanda di concessione di una linea tranviaria interurbana collegante Brescia a Orzinuovi e Soncino che rispettasse i canoni del Capitolato Generale stabilito dall'amministrazione provinciale di Brescia fu effettuata dalla The Tramways and General Works Company Limited, società inglese che aveva già ottenuto in concessione la Lodi-Crema-Soncino. La proposta fu rigettata, perché i britannici avevano richiesto 500 Lire annue al chilometro come sussidio e la Deputazione non era intenzionata a rilasciare alcun contributo.
Una nuova domanda per la medesima linea, effettuata dall'Ing. Giovanni Corti assieme a quelle di altre tranvie che Brescia avrebbero dovuto raggiungere Vobarno, Salò, Gardone Val Trompia e Iseo, fu, invece, accettata per via dei rapporti dell'ingegnere con molte imprese lombarde. Corti inizialmente si era accordato con un'altra impresa inglese, la The Province of Brescia Steam Tramway Company Limited, la quale non chiedeva alcun sussidio. Visto che i lavori non erano iniziati, l'Ingegnere dovette accordarsi con la società belga Compagnie Generale des Chemins de fer secondaires. Il 3 dicembre 1880 girò il suo pacchetto di concessioni alla società belga che costituì la Tramways à Vapeur de la Province de Brescia.
La linea fino ad Orzinuovi fu aperta all'esercizio il 22 aprile 1881: fu la prima linea ad essere completata nel territorio bresciano. Era lunga 29,2 km ed utilizzava rotaie Vignoles di 18 kg/m. Solo il 20 ottobre fu inaugurato il tratto per il confine cremonese, che consentì sia alla Tramway à Vapeur di espletare le corse da Brescia a Soncino sia alla società esercente la Lodi-Crema-Soncino di effettuare corse che giungevano alla cittadina orceana. Il tram percorreva una parte della carreggiata dell'attuale strada provinciale BS 235 Brescia-Orzinuovi.
La rapidità della conclusione dei lavori ebbe delle conseguenze pesanti nella qualità del servizio che la linea offrì negli anni successivi. Essa nacque con numerosi problemi che non erano stati risolti come curve con raggio inferiore al minimo stabilito, rotaie che sporgevano dalla sede stradale, mancato rispetto dello spazio minimo garantito al traffico stradale e scarso rispetto della distanza dagli edifici..
Inizialmente, la stazione tranviaria di Soncino della Tramway à Vapeur era separata, ma raccordata a quella utilizzata in comune dalla tranvia Lodi-Crema-Soncino e dalla Bergamo-Soncino. Il 1º gennaio 1897 la Compagnie Generale des Chemins de fer secondaires stipulò una convenzione con la londinese The Lombardy Road Railwas Company Limited e con la Société générale des chemins de fer économiques, esercenti le altre due tranvie, che unificava la stazione di Soncino sotto la gestione di personale della società inglese e che stabiliva l'esclusivo espletamento dei servizi sulla tratta Soncino-Orzinuovi da parte della società belga.

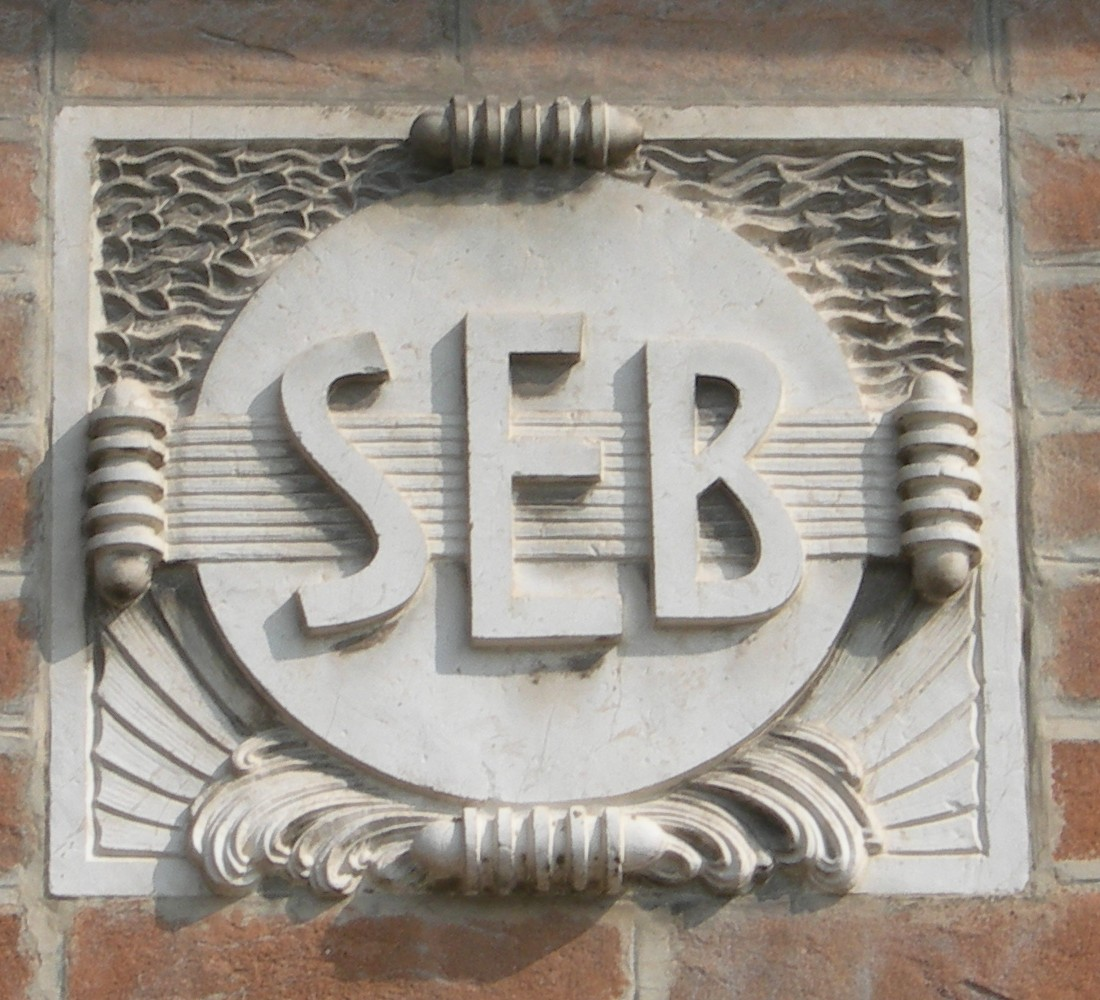

Il passaggio di consegne dalla Tramway à Vapeur alla Società Elettrica Bresciana (SEB), avvenuto il 1º maggio 1907, non portò all'immediata elettrificazione della linea, come auspicato dai comuni attraversati dalla linea. Il problema del cambio di trazione rimase sospeso anche dopo la conclusione della prima guerra mondiale. Tra gli accordi che consentivano il passaggio della concessione dalla SEB alla sua controllata Tramvie Elettriche Bresciane, la Provincia di Brescia aveva posto l'obbligo per la società elettrica di provvedere comunque all'elettrificazione della linea tranviaria. Tuttavia si dovette giungere ad un accordo ulteriore, nel 1924, che prevedeva l'elettrificazione a carico della TEB e la costruzione della variante Torbole-Travagliato-Lograto. La nuova linea elettrificata venne inaugurata il 18 marzo 1928.
La tranvia sopravvisse alla fase di smantellamento delle altre linee provinciali durante gli anni trenta e resistette alla concorrenza della linea ferroviaria Rovato-Soncino che aveva aperto nel 1932 e che la affiancava da Soncino fino all'abitato di Corzano. Dal 1931, a seguito della chiusura della altre due linee tranviarie, la stazione di Soncino passò interamente sotto la gestione della TEB.
Nel marzo 1950, l'amministrazione provinciale bresciana decise di sospendere l'esercizio nel tratto Soncino-Travagliato, i cui binari furono rimossi nel 1952. Il restante tratto fu soppresso nel gennaio-febbraio 1954.

## Caratteristiche
|  | Continuation backward |

| Unknown route-map component "CONTgq" | Unknown route-map component "ABZql" | Station on transverse track | Unknown route-map component "LSTRq" | Unknown route-map component "LSTR+r" |

|  | Unknown route-map component "uexSTR+l" | Unknown route-map component "uexBHFq" | Unknown route-map component "uexSTR+r" | Unknown route-map component "LSTR" |

| Unknown route-map component "uexCONTgq" | Unknown route-map component "uexABZgr" |  | Unused straight waterway | Unknown route-map component "LSTR" |

|  | Unknown route-map component "uexABZgl" | Unknown route-map component "uexSTR+r" | Unused straight waterway | Unknown route-map component "LSTR" |

| Unknown route-map component "uexKDSTaq" | Unknown route-map component "uexmABZq+r" | Unknown route-map component "uexKRZxr" | Unknown route-map component "uexKRZu" | Unknown route-map component "uexSTRr" | Unknown route-map component "LSTR" |  |

| Unknown route-map component "CONTgq" | Unknown route-map component "eABZql" | Unknown route-map component "uxmKRZ" | Unused waterway under railway bridge | Unknown route-map component "LSTRq" | Unknown route-map component "LSTRr" |  |

|  | Unknown route-map component "uexABZg+l" | Unknown route-map component "uexABZlr" | Unknown route-map component "uexCONTfq" |  |

|  | Unknown route-map component "uexBHF" |

|  | Unknown route-map component "uexHST" |

|  | Unknown route-map component "uexhKRZWae" |

|  | Unknown route-map component "uexBHF" |

|  | Unknown route-map component "uexHST" |

|  | Unknown route-map component "uexBHF" |

|  | Unknown route-map component "uexHST" |

| Unknown route-map component "uexKRW+l" | Unknown route-map component "uexKRWgr" |  |  |  |

| Unknown route-map component "uexBHF" | Unused straight waterway |  |  |  |

| Unused straight waterway | Unknown route-map component "uexHST" |  |  |  |

| Unknown route-map component "uexHST" | Unused straight waterway |  |  |  |

| Unknown route-map component "uexKRWl" | Unknown route-map component "uexKRWg+r" |  |  |  |

|  | Unknown route-map component "uexBHF" |

|  | Unknown route-map component "uexHST" |

|  | Unknown route-map component "uexBHF" |

| Unknown route-map component "exCONTg" | Unknown route-map component "uexSTRl" | Unknown route-map component "uexSTR+r" |  |  |

| Unknown route-map component "exLSTR" |  | Unknown route-map component "uexHST" |  |  |

| Unknown route-map component "exLSTR" |  | Unknown route-map component "uexBHF" |  |  |

| Unknown route-map component "exLSTR" |  | Unknown route-map component "uexHST" |  |  |

| Unknown route-map component "exLSTR" |  | Unknown route-map component "uexBHF" |  |  |

| Unknown route-map component "exLSTR" | Unknown route-map component "uexKRW+l" | Unknown route-map component "uexKRWgr" |  |  |

| Unknown route-map component "exBHF" | Unknown route-map component "uexBHF" | Unused straight waterway |  |  |

| Unknown route-map component "exLSTR" | Unused straight waterway | Unknown route-map component "uexHST" |  |  |

| Unknown route-map component "exLSTR" | Unused straight waterway | Unknown route-map component "uexBHF" |  |  |

| Unknown route-map component "exLSTR" | Unknown route-map component "uexKRWl" | Unknown route-map component "uexKRWg+r" |  |  |

| Unknown route-map component "exLSTR" |  | Unknown route-map component "uexHST" |  |  |

| Unknown route-map component "exLSTR" |  | Unknown route-map component "uexHST" |  |  |

| Unknown route-map component "exLSTR" |  | Unknown route-map component "uexhKRZWae" |  |  |

| Unknown route-map component "exLSTR" |  | Unknown route-map component "uexHST" |  |  |

| Unknown route-map component "exLSTR" | Unknown route-map component "uexCONTgq" | Unknown route-map component "uexKRZ" | Unknown route-map component "uexSTR+r" |  |

| Unknown route-map component "exLSTR" |  | Unknown route-map component "uexKRWg+l" | Unknown route-map component "uexKRWr" |  |

| Unknown route-map component "exLSTR" |  | Unknown route-map component "uexBHF" |  |  |

| Unknown route-map component "exLSTRl" | Unknown route-map component "exLSTRq" | Unknown route-map component "uexmKRZ" | Unknown route-map component "exBHFq" | Unknown route-map component "exCONTfq" |

| Unused urban continuation forward |

La linea era una tranvia a binario semplice con scartamento ordinario tranviario di 1445 mm.
Dal 1928, con l'elettrificazione della linea a corrente continua di 1200 Volt, su di essa circolarono le elettromotrici prodotte dalla Carminati & Toselli, a carrelli o a due assi.

### Percorso
La linea tranviaria partiva dalla stazione dei tram della Tramways à Vapeur, presso quella che in seguito divenne la stazione autobus della SIA, e si immetteva nel viale Stazione in direzione di Porta San Nazzaro (attuale Piazza Repubblica). Di fronte allo scalo daziario lasciava alla sua destra la tranvia diretta a Salò e Gargnano. Prima di immettersi per la strada che portava a Orzinuovi (poi via Fratelli Folonari), lasciava alla sua sinistra la tranvia per Ostiano e, a destra, le tranvie per Gardone Val Trompia e per Gussago.
La linea percorreva quindi via Fratelli Folonari, attraversava a raso le ferrovie Brescia-Edolo e Milano-Venezia, immettendosi lungo via Zara, quindi si dirigeva verso il sobborgo di Chiesanuova, utilizzando una strada non più esistente che attraversava l'area poi impegnata dalla stazione di Brescia Scalo.
Dopo Chiesanuova, la tranvia si immetteva sulla strada strada provinciale per Orzinuovi, poi divenuta Strada Statale 235, occupando in sede promiscua parte della carreggiata. Oltrepassava il ponte sul fiume Mella e si dirigeva verso Roncadelle. La linea attraversava in successione i centri abitati di Torbole, di Casaglio (poi Casaglia), Lograto, Maclodio, Corzano, Pompiano, Orzivecchi e Orzinuovi. Presso il ponte sul fiume Oglio terminava l'area di competenza della concessione rilasciata dalla provincia di Brescia e cominciava quella della Provincia di Cremona.
A Soncino, la linea terminava presso la stazione tranviaria della tranvia Lodi-Crema-Soncino, la quale era in comune con la tranvia proveniente da Bergamo. Presso lo scalo soncinese avveniva il cambio dei locomotori per il trasporto di merci cumulativo tra queste linee.
Nei pressi della stazione tranviaria, si trovava anche quella ferroviaria, capolinea della linea per Soresina dal 1914 e, dal 1932, stazione passante della Cremona-Iseo. Tra Corzano e Orzinuovi la ferrovia affiancava in alcuni tratti la provinciale percorsa dalla tranvia.
Nell'ambito dei lavori di elettrificazione della tranvia, furono costruite tre varianti di tracciato:
- nel gennaio 1927[11] fu aperta al servizio pubblico il raccordo con la tranvia per Ostiano a sud della ferrovia Milano-Venezia, in modo da poter utilizzare il sottopasso ed evitare il passaggio a livello.

- a novembre 1927[12] fu aperta la variante di tracciato a servizio di Travagliato che rientrava sul il vecchio percorso nei pressi di Lograto. La nuova variante era quasi tutta in sede propria: da Casaglia affiancava via Gorizia, che diventa via Casaglia in territorio travagliatese. La linea attraversava a raso la strada all'inizio di via San Rocco e percorreva quelle che in seguito divennero le vie IV Novembre e Orzinuovi, costruite sopra i resti della sede, una volta dismessa. Dopo l'incrocio con via Foresta, la tranvia affiancava in sede propria via Orzinuovi per giungere a Lograto, in Piazza Roma, dove riprendeva il percorso promiscuo sulla provinciale. Il vecchio tracciato diretto passante per la fermata tranviaria di Navate, frazione di Lograto, fu soppresso all'apertura della nuova variante.

- nel febbraio 1928[13], poco prima dell'apertura al servizio pubblico della nuova trazione elettrica, fu aperta anche la variante di Orzinuovi che aggirava a nordest l'abitato e abbandonava il transito all'interno della piazza centrale del paese.